# Sátiro danzante

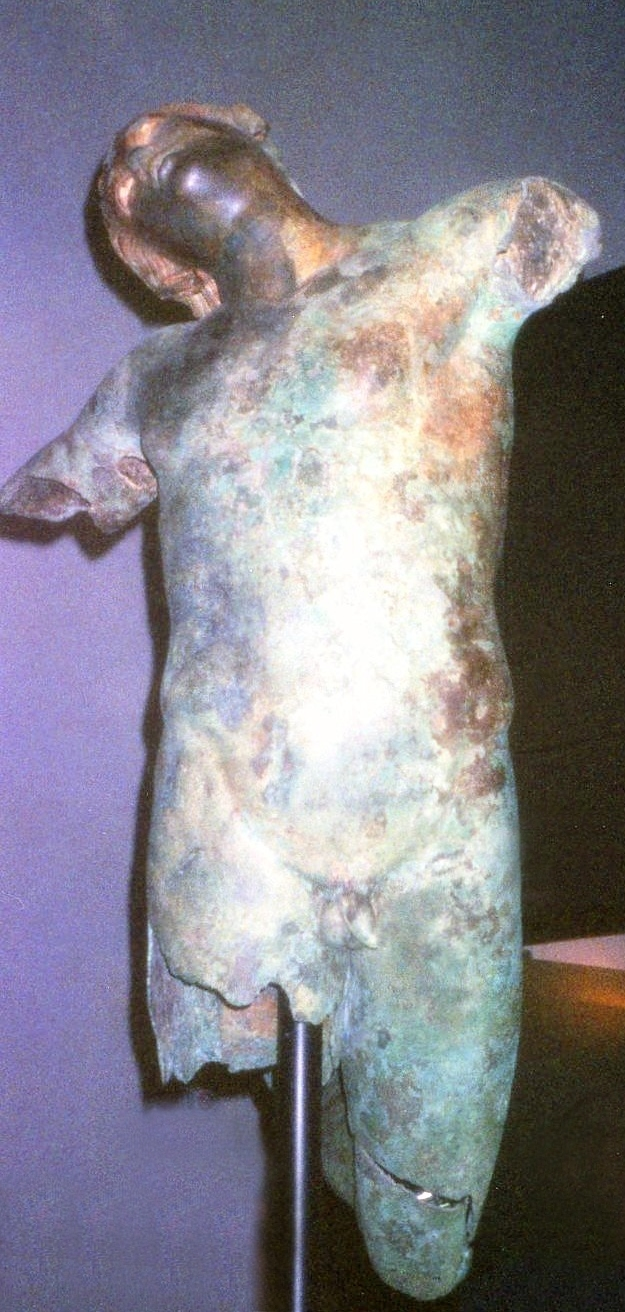
El sátiro danzante

El sátiro danzante de Mazara del Vallo es una estatua griega de bronce de proporción superior a la figura humana cuyo refinamiento y proximidad al estilo de Praxíteles la han convertido en tema de debate.

## Estilo y detalle
La escultura se hizo con la técnica de moldeo a la cera perdida y representa a un sátiro bailando en éxtasis orgiástico en honor a Dioniso, el dios del vino.
Aunque los dos brazos del sátiro han desaparecido, junto con una pierna y su cola separada (que se encontraba originalmente fija en un agujero en la base de la columna), su cabeza y su torso muestran una conservación notable a pesar de los milenios que ha pasado en el fondo del mar. El sátiro está representado en mitad de un paso, con la cabeza inclinada hacia atrás de forma estática y la espalda arqueada, con su cabello girando con el movimiento de la cabeza. La factura de la estatua es muy refinada; el blanco de sus ojos está hecho de alabastro blanco.
Aunque se ha fechado la estatua en torno al siglo IV a. C. y se ha afirmado que es una obra original de Praxíteles o una copia fiel, es más probable que haya sido esculpida en el período helenístico entre los siglos III y II a. C. o posiblemente en la fase "ática" de moda romana a comienzos del siglo II. Un elevado porcentaje de plomo en el bronce de la estatua permite sugerir que fue elaborada en Roma.

## Interpretación

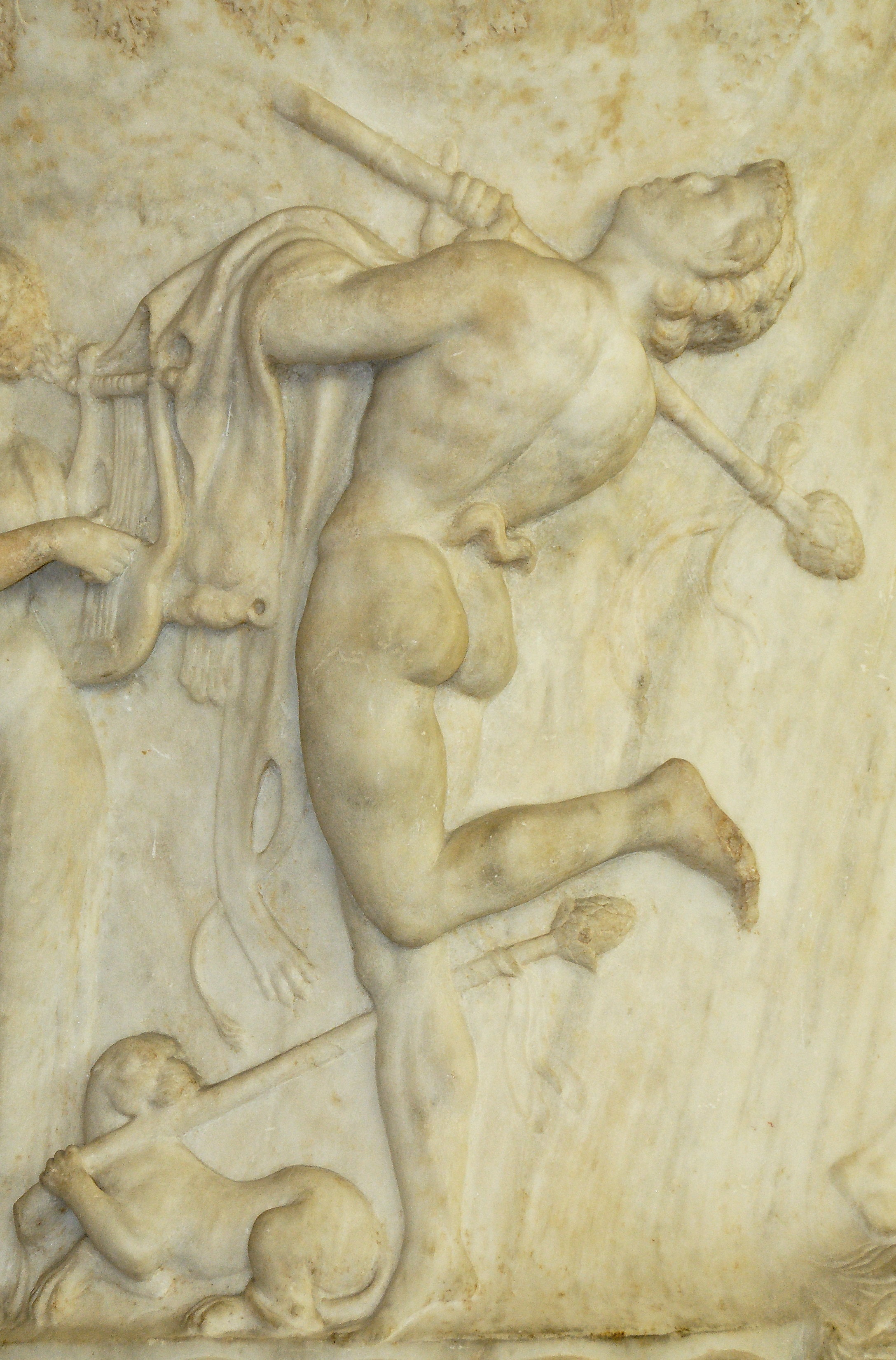
Ejemplo de sátiro danzante, con un tirso y una pardalida. Vaso Borghese, obra neoática del, museo del Louvre.

La actitud del sátiro, bailando y en éxtasis, está bien representada en el arte griego: pinturas del dios Pan y los sátiros aparecen en diversos vasos áticos, en la escultura ornamental y en las artes menores. El sátiro posiblemente baila la antigua danza conocida como σίκιννις o síkinnis, una danza tradicional del teatro de los sátiros y los dramas satíricos, llena de saltos y giros o la στρόϐιλος o stróbilos, una danza giratoria que se describe en las obras de Aristófanes.
Debido a la pérdida de los brazos, el sátiro no muestra más elementos, aunque se ha propuesto que la estatua podría sostener un tirso con la mano derecha y un cántaro con la mano izquierda, envuelto el brazo en una pardalida o piel de pantera, atributo tradicional de Dioniso y su séquito. Según estas hipótesis, las marcas de la estatua de bronce en la espalda corresponderían al contacto con las bandas del tirso. Otras representaciones de sátiros muestran un lagobolon (bastón para cazar liebres) en la mano derecha.

## Redescubrimiento y exposición

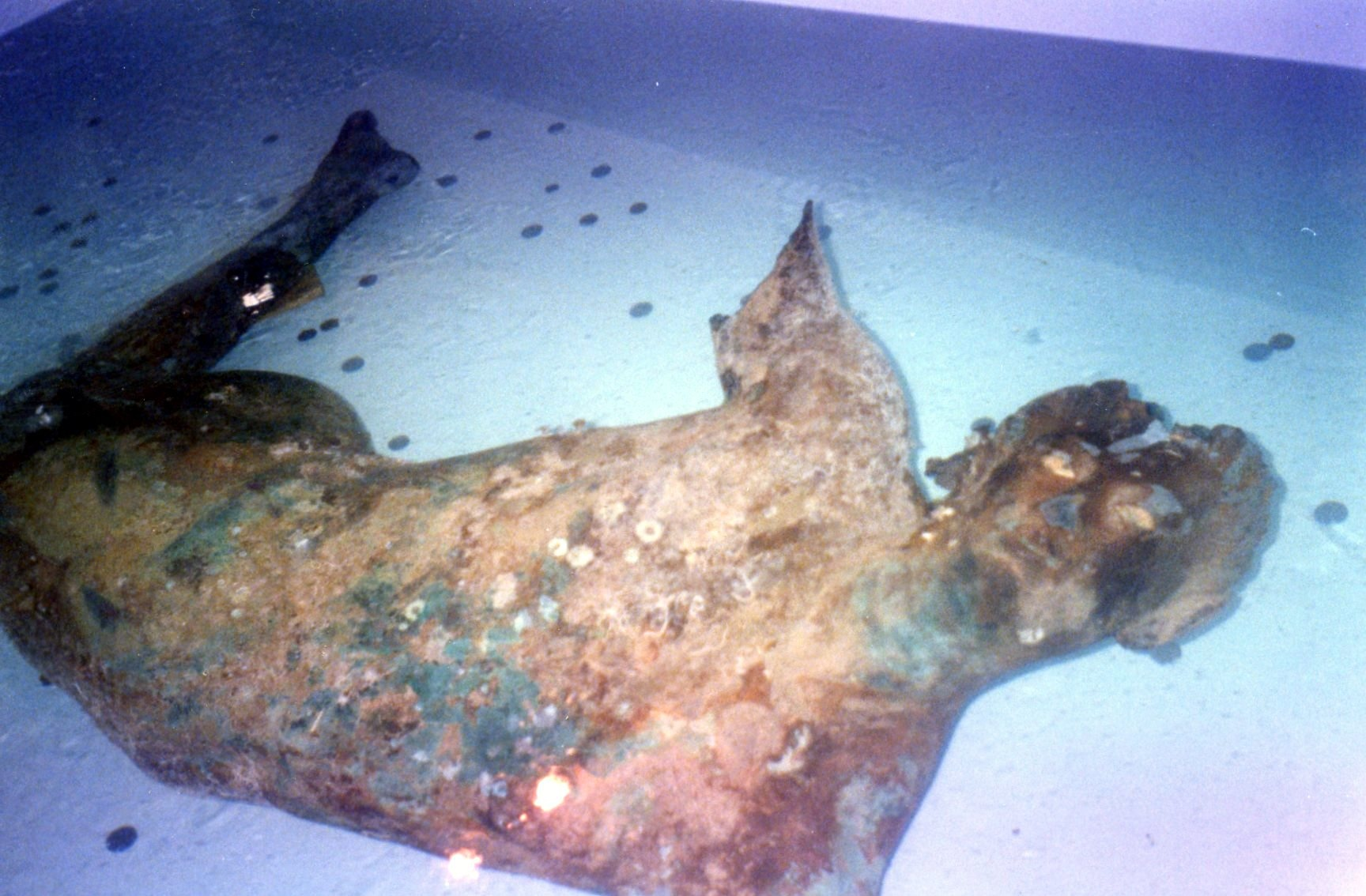
El sátiro danzante poco después de su recuperación en 1998.

El torso del sátiro fue recuperado del fondo arenoso del mar a una profundidad de unos 500 m en la costa sudoeste de Sicilia, en la noche del 4 de marzo de 1998 en las redes del mismo barco pesquero (que procedía de Mazara del Vallo, de ahí el nombre de la escultura) que en el año anterior había recuperado la pierna izquierda de la escultura. Otros hallazgos similares de bronces griegos han sido recuperados en el mar Egeo y en el mar Mediterráneo, por lo general en naufragios: el Mecanismo de Anticitera, el Efebo de Anticitera y la cabeza de un filósofo estoico descubierta por pescadores de esponjas en Anticitera en 1900, el naufragio de Mahdia en la costa de Túnez (1907); el Efebo de Maratón, en la costa de Maratón (1925); la estatua erguida del Dios del cabo Artemisio, encontrada al norte de Eubea (1926); el caballo y el jinete encontrados en el cabo Artemisio en 1928 y 1937; el joven victorioso de Fano en la costa adriática de Italia, los Bronces de Riace (1972); y el Apoxiomeno recuperado del mar cerca de la isla croata de Lošinj (1999).
La restauración del sátiro fue llevada a cabo en el Instituto Centrale per il Restauro, Roma, incluyéndose un armazón de acero para que la estatua pudiera ser expuesta erguida. Cuando fue presentada al público tras su restauración (en la Cámara de los Diputados de Roma, del 31 de marzo al 2 de junio de 2003) se la consideró como el mejor descubrimiento arqueológico submarino en Italia desde los bronces de Riace en 1972. El 12 de julio de 2003 regresó a Mazara del Vallo, donde se encuentra expuesta de forma permanente en el Museo del Sátiro en la iglesia de San Egidio. Se ha dispuesto en la iglesia una base antisísmica para asegurarla contra terremotos. Desde el 23 de marzo al 28 de junio de 2008 fue expuesta en el museo del Louvre como parte de una exposición de Praxíteles y una instalación interactiva del museo "Connaître la forme" ("Conoce la forma") mostraba una réplica del sátiro iluminado de formas diferentes para mostrar la importancia de la luz en la exposición de una escultura.